# AsiaWorld-Arena
AsiaWorld-Arena (en chinois : 亞洲國際博覽館 Aréna, également Hall 1 de l'AsiaWorld-Expo) est la plus grande salle de spectacle à Hong Kong.

## Description
La salle a une superficie totale de 10 880 mètres carrés, d'une capacité maximale de 14 000 places assises/16 000 parterre + places assises et la hauteur du plafond est de 19 mètres. Elle est située près de l'aéroport international de Hong Kong et est l'hôte de nombreux concerts, évènements sportifs et autres formes de divertissement. 

## Concerts
Depuis son ouverture le 21 décembre 2005, l'AsiaWorld-Arena a accueilli plusieurs concerts musicaux dont des artistes de renommée internationale, ainsi que des musiciens locaux.
| Date              | Artiste/Groupe          | Nationalité  | Tournée                            |
| ----------------- | ----------------------- | ------------ | ---------------------------------- |
| 25 février 2005   | Oasis                   | Royaume-Uni  | Don't Believe the Truth Tour       |
| 13 juillet 2006   | Coldplay                | Royaume-Uni  | Twisted Logic Tour                 |
| 16 juillet 2006   | The Black Eyed Peas     | États-Unis   | Monkey Business Tour               |
| 9 septembre 2006  | Westlife                | Irlande      | Face to Face Tour                  |
| 3 mars 2007       | Muse                    | Royaume-Uni  | Black Holes and Revelations Tour   |
| 3 juillet 2007    | Christina Aguilera      | États-Unis   | Back to Basics Tour                |
| 3 juillet 2007    | The Cure                | Royaume-Uni  | 4 Play Tour                        |
| 11 août 2007      | Joey Yung               | Hong Kong    | Joey Yung x Grasshoppers Live      |
| 16 août 2007      | Gwen Stefani            | États-Unis   | The Sweet Escape Tour              |
| 29 janvier 2008   | My Chemical Romance     | États-Unis   | The Black Parade World Tour        |
| 20 mai 2008       | Elton John              | Royaume-Uni  | Rocket Man: Greatest Hits Live     |
| 29 juillet 2008   | Alicia Keys             | États-Unis   | As I Am Tour                       |
| 2 octobre 2008    | Eason Chan              | Hong Kong    | Imagine Live is Life Concert       |
| 4 octobre 2008    | MISIA                   | Japon        | The Tour Of Misia Discotheque Asia |
| 27 novembre 2008  | Kylie Minogue           | Australie    | KylieX2008                         |
| 24 décembre 2008  | FIR                     | Taïwan       | 'Tenth Planet' World Tour          |
| 24 décembre 2008  | Coldplay                | Royaume-Uni  | Viva la Vida Tour                  |
| 1er avril 2009    | Sarah Brightman         | Royaume-Uni  | The Symphony World Tour            |
| 7 avril 2009      | Oasis                   | Royaume-Uni  | Dig Out Your Soul Tour             |
| 18 septembre 2009 | Super Junior            | Corée du Sud | Super Show 2 Tour                  |
| 16 janvier 2010   | Green Day               | États-Unis   | 21st Century Breakdown World Tour  |
| 6 février 2010    | Muse                    | Royaume-Uni  | The Resistance Tour                |
| 29 juillet 2010   | Velvet Revolver & Slash | États-Unis   | Slash 2010-2011 World Tour         |
| 3 décembre 2010   | Gorillaz                | Royaume-Uni  | Escape to Plastic Beach Tour       |
| 21 février 2011   | Taylor Swift            | États-Unis   | Speak Now World Tour               |
| 7 mai 2011        | Avril Lavigne           | Canada       | The Black Star Tour                |
| 13 mai 2011       | Justin Bieber           | Canada       | My World Tour                      |
| 16 juin 2011      | Yui                     | Japon        | Cruising Tour                      |
| 9 août 2011       | Red Hot Chili Peppers   | États-Unis   | I'm with You World Tour            |
| 9 août 2011       | The Mars Volta          | États-Unis   | The Mars Volta Tour                |
| 6 septembre 2011  | Linkin Park             | États-Unis   | A Thousand Suns World Tour         |
| 27 septembre 2011 | Westlife                | Irlande      | Gravity Tour                       |
| 7 novembre 2011   | Kary Ng                 | Hong Kong    | Metro Radio HD Digital Concert     |
| 15 janvier 2012   | Girls' Generation       | Corée du Sud | Girls' Generation Tour             |
| 21 février 2012   | Evanescence             | États-Unis   | Evanescence Tour                   |
| 21 février 2012   | Duran Duran             | Royaume-Uni  | All You Need Is Now Tour           |
| 3 mars 2012       | Westlife                | Irlande      | Greatest Hits Tour (Westlife)      |
| 2 mai 2012        | Lady Gaga               | États-Unis   | The Born This Way Ball Tour        |
| 3 mai 2012        | Lady Gaga               | États-Unis   | The Born This Way Ball Tour        |
| 5 mai 2012        | Lady Gaga               | États-Unis   | The Born This Way Ball Tour        |
| 7 mai 2012        | Lady Gaga               | États-Unis   | The Born This Way Ball Tour        |
| 24 juillet 2012   | The Stone Roses         | Royaume-Uni  | Reunion Tour                       |
| 17 février 2016   | Madonna                 | États-Unis   | Rebel Heart Tour                   |
| 18 février 2016   | Madonna                 | États-Unis   | Rebel Heart Tour                   |
| 27 juin 2017      | Britney Spears          | États-Unis   | Britney: Live in Concert           |
| 12 mai 2018       | Bruno Mars              | États-Unis   | The 24K Magic World Tour           |
| 13 mai 2018       | Bruno Mars              | États-Unis   | The 24K Magic World Tour           |
| 19 mai 2019       | Joker Xue               | Chine        | Skyscraper World Tour              |
| 6 juillet 2024    | IVE                     | Corée du Sud | Show What I Have World Tour        |

### Autres évènements

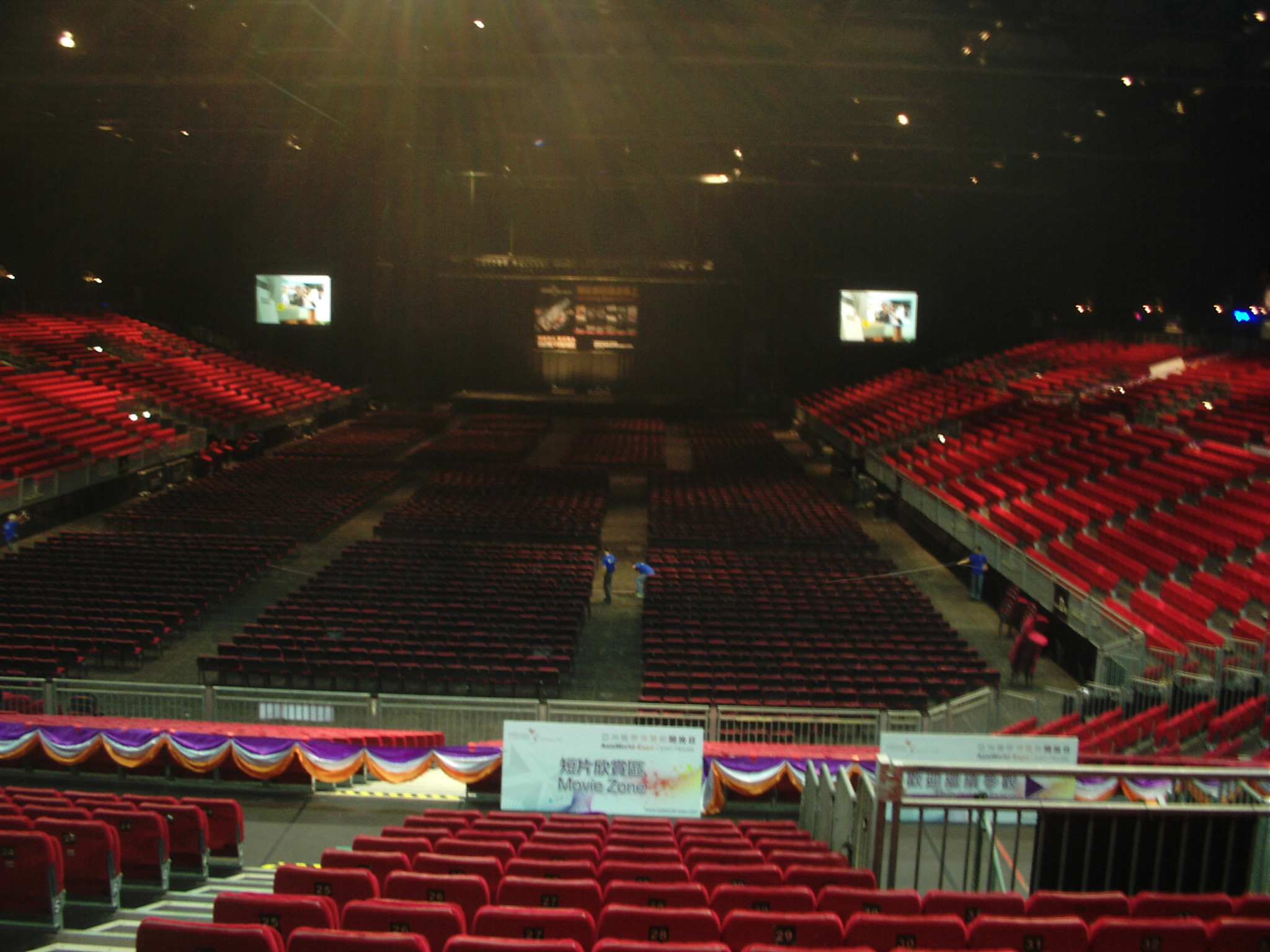
Intérieur de l'aréna.

L'aréna a également été l'hôte de la célébration du 10e anniversaire du Gala de Phoenix Satellite Television et l'élection de Miss Chinese Cosmos Pageant. De plus, plusieurs compétitions sportives s'y sont déroulées comme le K-1 World Grand Prix Grand 2007 et le Hong Kong IDSF Asie-Pacifique Championnats DanceSport 2008. 
Du 22 décembre 2010 au 2 janvier 2011, l'AsiaWorld-Arena accueilli aussi le Walking with Dinosaurs - The Arena Spectacular.